# Phlyctocythere fragilis
Phlyctocythere fragilis är en kräftdjursart. Phlyctocythere fragilis ingår i släktet Phlyctocythere, och familjen Loxoconchidae. Arten är reproducerande i Sverige.